# Cuevas de Santo Adriano
Las cuevas de Santo Adriano están formadas por diferentes cuevas, todas ellas situadas en el valle de Tuñón en el concejo asturiano  de Santo Adriano.
El conjunto de cuevas está formado por la cueva del Ángel, Abrigo de Santo Adriano, las Cuevas de Los Torneiros y la Cueva de El Rebollal.
En estas cuevas se encuentran pinturas rupestres del Paleolítico que representan animales, principalmente bóvidos, équidos, cápridos y cérvidos.
Otro punto arqueológico importante es la existencia de restos óseos de diferentes animales y herramientas relacionadas con la cacería y el tratamiento posterior de la carne de estos.
La existencia de estas cuevas así como la Cueva de Conde indica a los profesionales la existencia de un centro poblacional hace unos 40.000 años y un centro de cazadores en el valle